# Pertuzumab

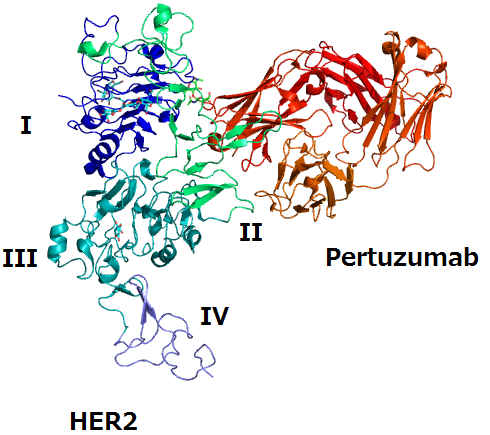
Estructura del pertuzumab y la proteína HER2

Pertuzumab es un medicamento que se utiliza asociado a otros fármacos para el tratamiento de determinados tipos de cáncer de mama. Su empleo fue aprobado por la Administración de Alimentos y Medicamentos de Estados Unidos (FDA) el 8 de junio de 2012 y por la Agencia Europea de Medicamentos el 5 de marzo de 2013.

## Farmacología
El pertuzumab es un anticuerpo monoclonal de tipo IgG humanizado, obtenido mediante tecnología recombinate a partir de células de hámster.

## Mecanismo de acción
Actúa uniéndose a la proteína receptor 2 del factor de crecimiento epidérmico humano (HER2), bloqueándola y ralentizando de esta forma el proceso de crecimiento del tumor.

## Indicaciones
Se emplea asociado a los medicamentos trastuzumab y docetaxel, para tratar a pacientes con cáncer de mama que no puede extirparse mediante cirugía o presentan metástasis. Solamente se emplea para aquellos tumores que son HER2 positivos.

## Presentación
Se vende con el nombre comercial de Perjeta en forma de viales de 14 ml que contienen 420 mg de sustancia activa. Se administra por vía intravenosa según una pauta establecida